# San Alberto
San Alberto è un comune della Colombia facente parte del dipartimento di Cesar.
Il centro abitato venne fondato da Luis Felipe Rivera Jaimes nel 1955.